# 小凌河
小凌河（しょうりょうが、拼音: Xiǎolíng hé）は、中華人民共和国東北部遼寧省の西部（遼西）を流れる大きな河川。河北省東部の灤河水系と、遼寧省中央部の遼河水系の間を流れている。別名は錦川、あるいは錦水。遼代に小霊河と改名され、元代以降、東に隣接する大凌河と区別するために小凌河と称するようになった。
小凌河は葫芦島市建昌県に発し、北へ流れて朝陽市朝陽県で東へ折れ、錦州市の中心部を流れた後に南へ曲がって、渤海の遼東湾で三角州を形成し海に注ぐ。この三角州は、東にある大凌河河口の三角州とほぼ一体化している。
小凌河の大きな支流には、連山区から南票区へと小凌河の南の谷間を並行して流れ、錦州市中心部で小凌河に合流する女児河がある。
小凌河の全長は206km、流域面積は5,475平方km、年平均流量は3.98億立方メートル。